# Raymond Bru
Raymond Bru   (30 de març de 1906 - desembre 1989) va ser un tirador d'esgrima belga, especialista en floret, que va competir durant el segon quart del segle XX.
El 1928 va prendre part en els Jocs Olímpics d'Estiu d'Amsterdam, on disputà dues proves del programa d'esgrima. Fou quart en la prova del floret per equips i sisè en la de floret individual. El 1936 va prendre part en els Jocs de Berlín, on va disputar les mateixes proves que vuit anys abans. Fou cinquè en el floret per equips i sisè en el floret individual. Els seus tercers, i darrers Jocs, foren els de Londres de 1948, on disputà dues proves del programa d'esgrima. Guanyà la medalla de bronze en la prova de floret per equips i fou cinquè en la d'espasa per equips.
En el seu palmarès també destaca una medalla de plata i una de bronze al Campionat del Món d'esgrima, el 1929 i 1930.